# Планіне
Планіне (Гори) — твір прозової фантастики, який вважається першим хорватським романом. Він написаний Петром Зораничем у 1536 році та опублікований посмертно у Венеції у 1569 році.

## Сюжет
Історія розповідає про уявну семиденну подорож поета через хорватські гори, на яку він вирушив, щоб забути свої любовні біди. Пасторальна за формою, основна лінія оповідання має патріотичний характер. Складається з 24 розділів, а вступний містить присвяту Матею Матієвичу.
Герой — вівчар Зоран (тобто сам Зоранич), який сім років страждає від нерозділеного кохання до діви Яги. Одного ранку, блукаючи, він приїжджає нудьгуючи до колодязя. Раптом із криниці з'являється фея Зоріка (Напея), яка радить йому піти в гори, щоб знайти конкретну рослину, яка вилікує його любовний біль. На золотому яблуку він помічає прекрасну фею Грейс (Мілошча), яка переносить його через моря до Подгор'є, де він продовжує подорож самостійно. Він натрапляє на звіра, від якого Грейс рятує його і веде безпечнішими шляхами. Потім він прибуває до Воріт пекла (Паклениця), де фея розповідає йому казку про молоду діву Буру.
Зоран зустрічає компанію пастухів, з якими проводить наступні три дні. На п'ятий день Зоран чує від пастухів розповідь про походження Велебіта і прямує далі на схід. Там він виявляє невелику групу вівчарів, яка скаржиться на напади вовків зі східних сторін (тобто Турків). Багато пастухів втекли з цих районів. Наступного дня з Зораном зв'язується казкова Свідомість, яка направляє його до феї Дінари . Дінара звільняє його магією від любовних страждань. Тоді Зоран мріє про видіння чотирьох фей у «садах Слави». Поки перші три феї тримають жменю золотих яблук (символ літературного твору), фея-хорватка скаржиться на невелику кількість літературних творів, написаних народною мовою. Шостого дня по дорозі додому Зоран зустрічає дочку Дінари, фею Крку, яка везе його через Книн, Скрадин та Шибеник до гирла Крки (де вона зникає). Звідти фея Грейс повертає його назад до Затона, місця його від'їзду. Там він знаходить могилу єпископа Юрая Дівніча і клянеться йти шляхом Господньої любові.

## Типологія
Зоранич жив у часи великої небезпеки від вторгнення османських турків і це надихнуло його діяльність, пронизувало патріотичним запалом, проти якого всі особисті страждання відступали.
Це пасторально-алегоричний роман (дуже поширений тип прози в той період), написаний переважно прозою, але з багатьма уривками у віршах. Типологічно це унікальний у своєму роді твір у хорватській літературі з мотивами, запозиченими у латиноамериканських та італійських літератур.
Планін — це алегорія. У супроводі строф Петрархана та пастирського голосу роман Зоранича є заклик казкових хорват у садах слави (розділ 20). Зоранич за три століття до появи іллірського руху виступив із захистом хорватської мови, що є одним з найважливіших атрибутів цього твору.